# Димитрій (Самбікін)
Архієпископ Димитрій (в миру Димитрій Іванович Самбікін; 3 (15) жовтня 1839, Караяшіно, Острогозький повіт, Воронізька губернія — 17 (30) березня 1908, Казань) — московитський православний діяч в Україні й Татарстані. Єпископ Російської православної церкви (безпатріаршої) в Україні з титулами Балтський, вікарій Подільської єпархії та єпископ Подільський та Брацлавський з осідком у міст Кам'янець-Подільський. 

## Біографія
Народився 3 жовтня 1839 року в родині протоієрея слободи Караяшіна Острогозького повіту Воронезької губернії. Як згодом зазначав, він був вихований своїми благочестивими батьками у слухняності до віри Христової і в суворому виконанні церковних обрядів.
Закінчив Бірюченске духовне училище в 1861 році — Воронезьку духовну семінарію. 1865 року — Санкт-Петербурзьку духовну академію третім за списком.
20 січня 1866 року призначений викладачем Воронезької духовної семінарії по Церковній історії.
26 вересня 1866 року висвячений у сан диякона. 1 жовтня — в ієрея, при Різдві Богородицької (П'ятницькій) церкви у Воронежі.
1867 року затверджено в ступінь магістра богослов'я.
13 квітня 1870 року овдовів. З 5 травня 1872 року — ректор Тамбовської духовної семінарії. За вісім років керівництва отця Димитрія Тамбовська семінарія стала однією з найкращих на Московщині. 11 лютого 1877 пострижений у чернецтво митрополитом Московським Іоанникієм і 13 лютого зведений в сан архімандрита.
31 грудня 1880 звільнений з посади ректора Тамбовської семінарії та викликаний в Санкт-Петербург.
6 серпня 1881 року — ректор Воронезької духовної семінарії.
4 січня 1887 здійснена хіротонія в Московському Успенському соборі Іоанникієм, митрополитом Московським та собором єпископів, в єпископа Балахинського, вікарія Нижегородської єпархії.

### Служба в Україні
З 28 жовтня 1887 року — єпископ Балтський, вікарій Подільської єпархії Відомства православного сповідання Російської імперії в Україні.
З 13 грудня 1890 року — єпископ Подільський та Брацлавський в Україні.

### Служба в Татарстані та инших єпархіях Відомства православного сповідання
З 6 листопада 1893 року — почесний член Московської духовної академії. З 1895 року — почесний член Казанської духовної академії.
З 2 листопада 1896 року — єпископ Тверський та Кашинський.
В Твері, як знавець археолог, виявив та реставрував багато з церковної історичної старовини, одночасно не залишаючи кипучої єпархіальної діяльності.
6 травня 1898 році висвячений у сан архієпископа.
17 березня 1904 року за видатні учено-літературні праці Радою Санкт-Петербурзький академії удостоєний наукового ступеня доктора Церковній історії.
З 26 березня 1905 року — архієпископ Казанський та Свіяжскій.
Заснував в Казані церковно-археологічне товариство.
Помер 17 березня 1908 року в Казані.

## Твори
- «Сравнительное обозрение учения о первородном грехе в христианских вероисповеданиях» (Магистерская диссертация). Отдельный оттиск их в «Тамбов. Епарх. Вед.» за 1878 г.
- Месяцеслов святых, всей Русской Церковью или местночтимых и указатель празднеств в честь икон Божией Матери и святых угодников Божиих в нашем отечестве. Издание с 1893 по 1903 г. в 14 выпусках.
- «Собор семидесяти Апостолов». Тверь, 1900—1902 гг. Казань, 1906 г.
- Об открытии в сёлах библиотек. «Изв. Петерб. Комитета Грамотности», 1865.
- Образцовое и обстоятельное описание Воронежской Рождество-Богородицкой церкви (Пятницкой). «Воронежские Епарх. Вед.» 1866.
- О Воронежских епископах: Вениамине, Иоанникии, Афанасии, Льве, Кирилле. «Ворон. Еп. Вед.» 1869, № 3-5, с. 20-21.
- Исторические очерки о монастырях: Коротоякском, Вознесенском, Валуйско-Успенском, Семилуцком-Преображенском, Белоколодском-Преображенском. «Воронеж. Еп. Вед.» 1869, № 12, 13, 1870, № 23, 1871, № 1-14, 1882, № 3, 5, 19, 1884, № 15, 17, «Тамбов. Еп. Вед.» 1870, № 16.
- Указатель храмовых празднеств Воронежской епархии. Приложения к «Ворон. Еп. Вед.» и отдельные оттиски. 1883—1885.
- Указатель праздников, совершаемых только в Нижнем Новгороде. Адрес — Календарь Нижегородской губ. 1888.
- «Святый Григорий Двоеслов». «Тамбовские Епархиальные Ведомости» 1873, № 4, по № 7.
- «Св. Димитрий Александрийский». «Тамбовские Епархиальные Ведомости» 1873, № 1.
- «Аттик, Патриарх Константинопольский». «Тамбовские Епархиальные Ведомости» 1873, № 2.
- «Лионские мученики». «Тамбовские Епархиальные Ведомости» 1873, № 9-10.
- «Святый Луппа, епископ Троенский». «Тамбовские Епархиальные Ведомости» 1873, № 12.
- «Святый Равула Едесский». «Тамбовские Епархиальные Ведомости» 1873, № 13-14.
- «Святый Осия Кордубский». «Тамбовские Епархиальные Ведомости» 1873, № 15-16.
- «Святый Сисиний Лаодикийский». «Тамбовские Епархиальные Ведомости» 1876, № 18.
- «Святые мученики Инна, Пинна, Римма». «Тамбов. Еп. Вед.» 1878, № 1-5.
- «Святая мученица Фелицита». «Тамбовские Епархиальные Ведомости» 1873, № 2.
- «Св. Потамиена». «Тамбовские Епархиальные Ведомости» 1873, № 11.
- «Св. Маргарита». «Тамбовские Епархиальные Ведомости» 1875, № 12.
- «Свв. Кирилл и Мефодий». «Тамбовские Епархиальные Ведомости» 1883, № 6-7.
- Чтение по русской церковной истории за синодальный период. «Тамбовские Епархиальные Ведомости» 1874 и отд. оттиск.
- Материалы для истории Тверской епархии. Упраздненные монастыри. Тверь, 1898.
- Тверской Патерик. Казань, 1907.
- Сжатый, но отчетливый «Curriculum» его напечатан в «Известиях» по Казанской епархии. 1905.
- «Студенты Воронежской семинарии, обучающиеся в духовных академиях». Указания на труд см. "Высокопреосвящен. Димитрий, архиепископ Казанский и Свияжский. Казань, 1908, с. 109.
- «Ректора Воронежской Семинарии». «Воронеж. Еп. Вед.» 1885.
- «О Св. Апостолах». Curriculum, «Об Иерархах Тверской епархии». Не изданы, в рукописях.

Указания на рукописи см. «ЖПБ» доп. 1, с. 551.
- «Об отношении Петра Первого к Митрофану Воронежскому». Указания на труд см. «Высокопреосв. Димитрий, архиепископ Казанский и Свияжский». Казань, 1908, с. 109.
- «Воспоминания о Серафиме, архп. Воронежском». Указание на труд см. «Высокопреосв. Димитрий, архиепископ Казанский и Свияжский». Казань, 1908, с. 109.
- «Св. Питирим, второй епископ Тамбовский». «Ворон. Еп. Вед.» 1880, № 2.
- «Краткие сведения о местно-чтимых святых, подвижниках благочестия, крестных ходах и празднествах Тамб. епарх.» «Тамб. Губерн. Вед.» 1875, «Тамб. Епарх. Вед.» 1876.
- Списки окончивших курс в Тамбовской духовной семинарии с 1780 по 1880 гг. «Тамб. Еп. Вед.» 1879.
- «Столетний юбилей Тамбовской семинарии». «Тамб. Еп. Вед.» 1879.
- «Старинные семинарские диспуты». «Тамб. Еп. Вед.» 1879, № 1-4.
- «Иоанникий, первый ректор Тамбовской семинарии». «Тамб. Еп. Вед.» 1877, 3 10, 11.
- «Филарет, архиепископ Черниговский». «Тамб. Еп. Вед.» 1877, № 10, 11.
- «Димитрий Иванович Успенский». Биографический очерк. «Тамб. Еп. Вед.» 1879.
- «Ректора Тамбовской семинарии». «Тамб. Еп. Вед.» 1882.
- «Св. Слав. Великомуч. Димитрий Мироточивый, Солунский чудотворец». Каменец-Подольск, 1894.
- «Город Торжок, его церкви и монастыри». 1903.
- «Преп. Ефрем и Аркадий Новоторжские и блаж. отрок Георгий». Тверь, 1903.
- «Храмовые праздники в Твери (IX-X-XI)». Сборник статей и документов, изданных Тверским истор. археологическим комитетом за первый год.
- Записки з літургіки. «Тамб. Еп. Вед.» 1878.

Про свята: а) Різдва Пресвятої Богородиці. «Тамбо. Єп. Вед.» 1876, № 33.
б) Введення в храм Пресвятої Богородиці. «Тамбо. Єп. Вед.» 1876, № 23.
в) Благовіщення. «Тамбов. Єп. Вед.» 1878, № 6-8.
г) Різдва Спасителя. «Тамбо. Єп. Вед.» 1877, № 1-5.
д) Стрітення Господнього. «Тамбов. Єп. Вед.» 1877, № 6-7.
е) Воздвиження Чесного Хреста Господнього. «Тамбов. Єп. Вед.» 1876, № 23-24.
- «До історії освячення церков в Росії». «Тамбов. Єп. Вед.» 1877, № 16-17.
- «Про імена, що даються при святому хрещенні».
- «Християнська любов та соціалізм». «Ворон. Єп. Вед.» 1874, № 21.
- «Життєпис св. Митрофана, першого єпископа Воронезького». Друге видання.
- Служба святим 12-ти апостолам. Київ, 1900 р.
- Служба святим 70-ти апостолам. Київ, 1900 р.
- Акафіст Іоану Златоусту. 1907.

в «Известиях. по Казанської єпархії» з 1905 року і далі вміщено його статті: а) О Патріарху Гермогену, колишньому мітрпплітео Казанському (1589—1606); б) Про св. Іоанна Златоуста, а також безліч некрологів та дрібних, але цінних заміток з історії Казанський церков та монастирів, у відділі «Єпархіальна хроніка».
- Історико-статистичний опис церков та монастирів Воронезької єпархії.
- Мова при нареченні його в єпископа. «Моск. Єп. Вед.» 1887, № 3.
- Мова після прибуття на Тверську кафедру. «Твер. Єп. Вед.» 1897, № 1.
- Значення «хрістосованія» на Великдень. «Церк. Вестн.» 1891, № 16, с. 254—255.
- архіпастирське напучення Подільському духовенству. «Церк. Вестн.» 1891, № 17, с. 268—269.
- Відозва до пастви Казанської. «Изв. Каз. Єп.» 1905, № 40-41, з. 1210—1213.
- Мова при врученні жезла новопоставленому преосвящ. Михайлу єпископу Чебоксарської. «Изв. Каз. Єп.» 1907, № 44, с. 1374—1376.
- Мова при врученні жезла новопоставленому преосвящ. Андрію єпископу Мамадишескому. «Изв. Каз. Єп.» 1907, № 45, с. 1398—1402.
- Хрестова церква на честь свв. апостолів при Тверському архієрейському домі. Тверь, 1905.
- Мова, вимовлена в день 25-річного ювілею Православного Палестинського товариства 21 травня 1907 р. «Прав. Соцзабез.» 1907, травень, з. 589—597.
- Мова, вимовлена в річному зборах Церковного Історико-Археологічного товариства Казанської єпархії 14 вересня 1907 року. «Прав. Соцзабез.» 1907, листопад, з. 581—585. Окреме видання. Казань, 1908.
- «Про вшанування 19 листопада 1907 року в м. Москві пам'яті Високопреосвящ. митрополита Московського Філарета (Дроздова), з нагоди 40-річчя від дня його смерті». Доповіді 16 грудня 1907 р.
- Про вельмишановний в Росії Святитель Антонії II-м (Смирницкой), архп. Воронезькому та Задонському, заради дня його кончини (помер 21 грудня 1848 року). Доповідь 21 грудня 1907 р.
- Про наявними виповнитися 1908 року (в липні) 800-річчі заснування Київського Золотоверхому-Михайлівського монастиря, про іконописної зображенні Велікомуч. Варвари та про службу їй. Доповіді 16 січня 1908 р.